# Ghiacciaio Scirocco
Il ghiacciaio Scirocco (in inglese Sirocco Glacier) è un ghiacciaio lungo circa 6 km situato sulla costa di Fallières, nella parte occidentale della Terra di Graham, in Antartide. Il ghiacciaio, il cui punto più alto si trova a circa 256 m s.l.m., fluisce verso nord-nord-est fino ad entrare nella baia di West, fra le scogliere Brindle e il monte Edgell.

## Storia
Il ghiacciaio Scirocco è stato oggetto di due esplorazioni da parte del British Antarctic Survey, che all'epoca si chiamava ancora Falkland Islands Dependencies Survey, nel 1948 e nel 1971-72, ed è stato fotografato durante una ricognizione aerea nel 1966 della marina militare statunitense. Nel 1977 il ghiacciaio è poi stato così battezzato dal Comitato britannico per i toponimi antartici in associazione con il nome che danno in Italia al vento proveniente dal deserto del Sahara.